# Invånarhus

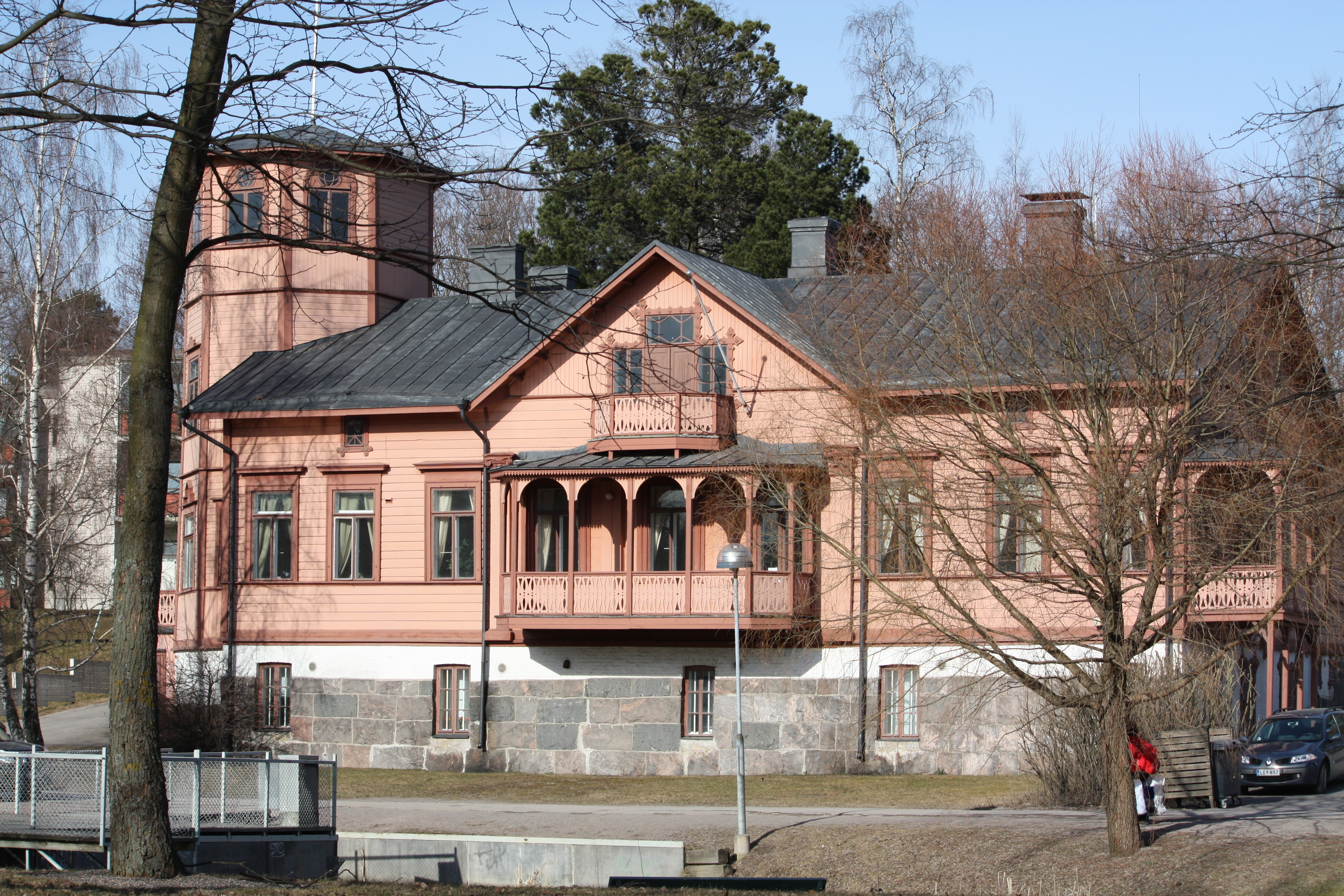
Åggelby societetshus

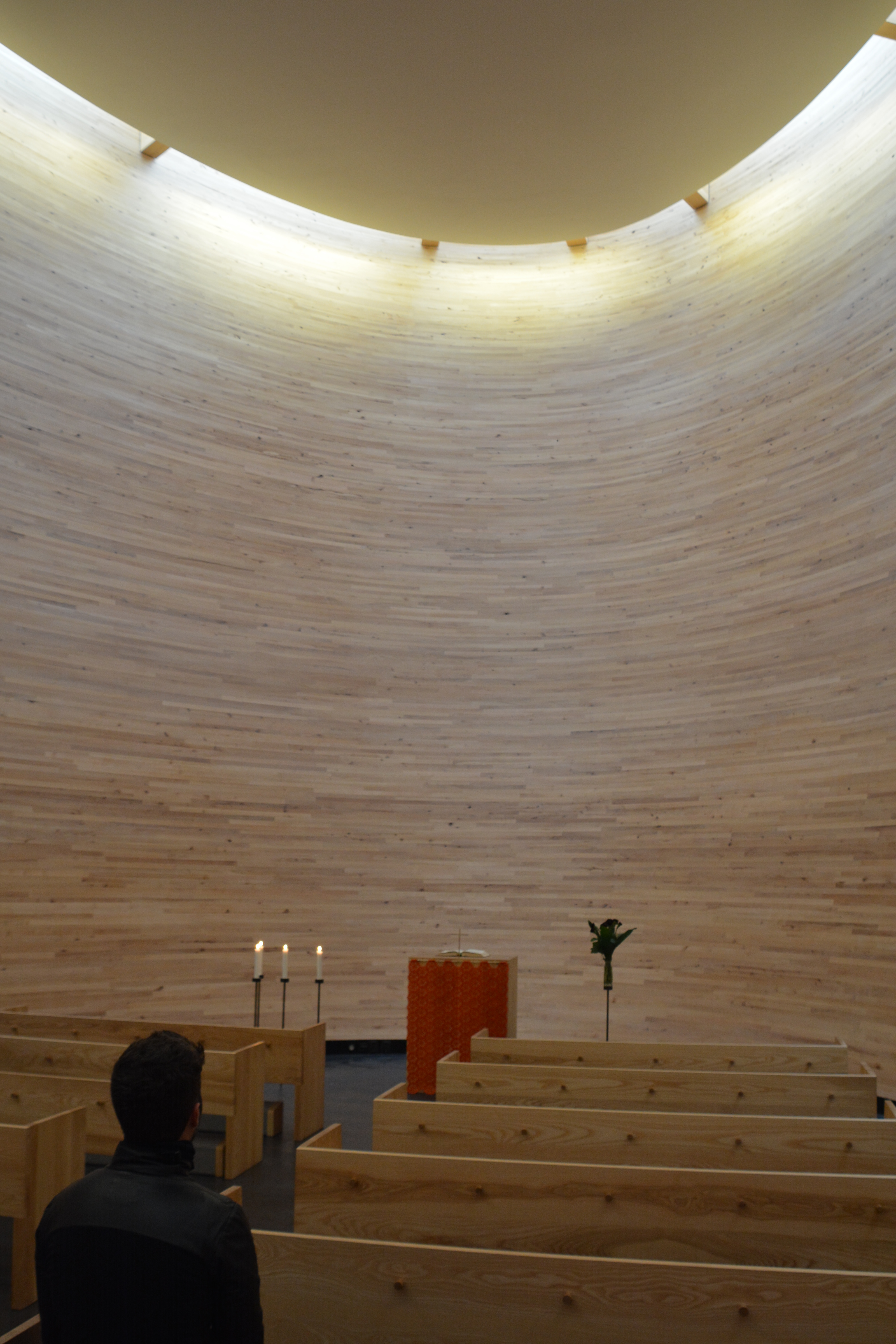
Kampens kapell

Invånarhus (finska: asukastalo) är ett i Finland (på finlandssvenska) använt begrepp på gemenskapslokaler för invånare i en stadsdel eller bostadsområde, ibland kombinerade med servicelokaler för den kommunala förvaltningen. Begreppet motsvaras i Sverige närmast av medborgarhus och community centre. Det ligger också nära det mer ambitiösa grannskapsenhet.
Enskilda invånarhus kan ha olika beteckningar, beroende på till exempel historik, inriktning och organisationsform. De kan ha skiftande ambition, inriktning och organisationsform. De kan vara drivna av kommunen, av ideella föreningar eller av bostadsföretag. I Helsingfors stad finns exempel på invånarhus som drivs av kommun och privata föreningar tillsammans och som då benämns "partnerskapshus". Också Kampens kapell, en plats för kontemplation, vila och samtalstjänster på torget Narinken i Kampen i centrala Helsingfors, som drivs av staden och kyrkan i partnerskap, räknas av Helsingfors stad som invånarhus.
| ”                  | Invånarhusen fungerar som invånarnas vardagsrum. Syftet med dem är att öka människornas välbefinnande och förebygga ensamhet. | „ |
| – Helsingfors stad | |   |

## Exempel på invånarhus
- Invånarhuset Betania (finska: Punavuoren asukastalo Betania) vid Styrmansgatan i Rödbergen i Helsingfors.
- Partnerskapshuset Hanna (finska: Kumppanuustalo Hanna) vid Sturegatan i Alphyddan i Helsingfors[3]
- Åggelby societetshus (finska: Oulunkylän seurahuone) i Åggelby i Helsingfors var ursprungligen från 1881 ett bad- och societetshus för en kurortsanläggning. Byggnaden återinvigdes 2002 som ett invånarhus av en lokal förening och har senare omorganiserats till att drivas i partnerskap mellan föreningen och Helsingfors stads social- och hälsovårdsförvaltning.[4]
- Invånarhuset Saunabaari (finska: Asukastalo Saunabaari) i Månsas i Åggelby i Helsingfors är en tidigare gemenskapsbyggnad med offentlig bastu och tvättstugor för ett kommunalt bostadsföretag, som ritades av Viljo Revell och uppfördes 1951. Byggnaden är numera ett av Helsingfors stad ägt invånarhus med fritidslokaler och kafé samt kontor- och servicelokaler för den lokala kommunala förvaltningen.
- Malms verksamhetscentral (finska: Asukastalo Malmin toimintakeskus) vid Kyrkobyvägen i Malm i Helsingfors.
- Rönnbacka förortsstation (finska: Pihlajamäen lähiöasema) vid Skiffervägen i Rönnbacka i Helsingfors.
- Invånarhuset Mylläri ("Mjölnaren", finska: Asukastalo Mylläri) vid Stenpartivägen i Kvarnbäcken i Helsingfors.
- Gårdsbacka förortsstation (finska: Kontulan lähiöasema) vid Gungbrädsgränden i Gårdsbacka i Helsingfors.
- Nordsjö förortsstation (finska: Vuosaaren lähiöasema) vid Svartviksvägen i Nordsjö i Helsingfors.
- Kampens kapell, (finska: Kampin kappeli), plats för stillhet och samtalstjänster på Narinken i Kampen i Helsingfors centrum.
- Invånarhuset Kivenkolo (finska: Asukastila Kivenkolo) i Esbo stad.[5]
- Partnerskapshuset Olkkari ("Vardagsrummet", finska: Kumppanuustalo Olkkari) i Pyttis.[6][7]

## Bildgalleri

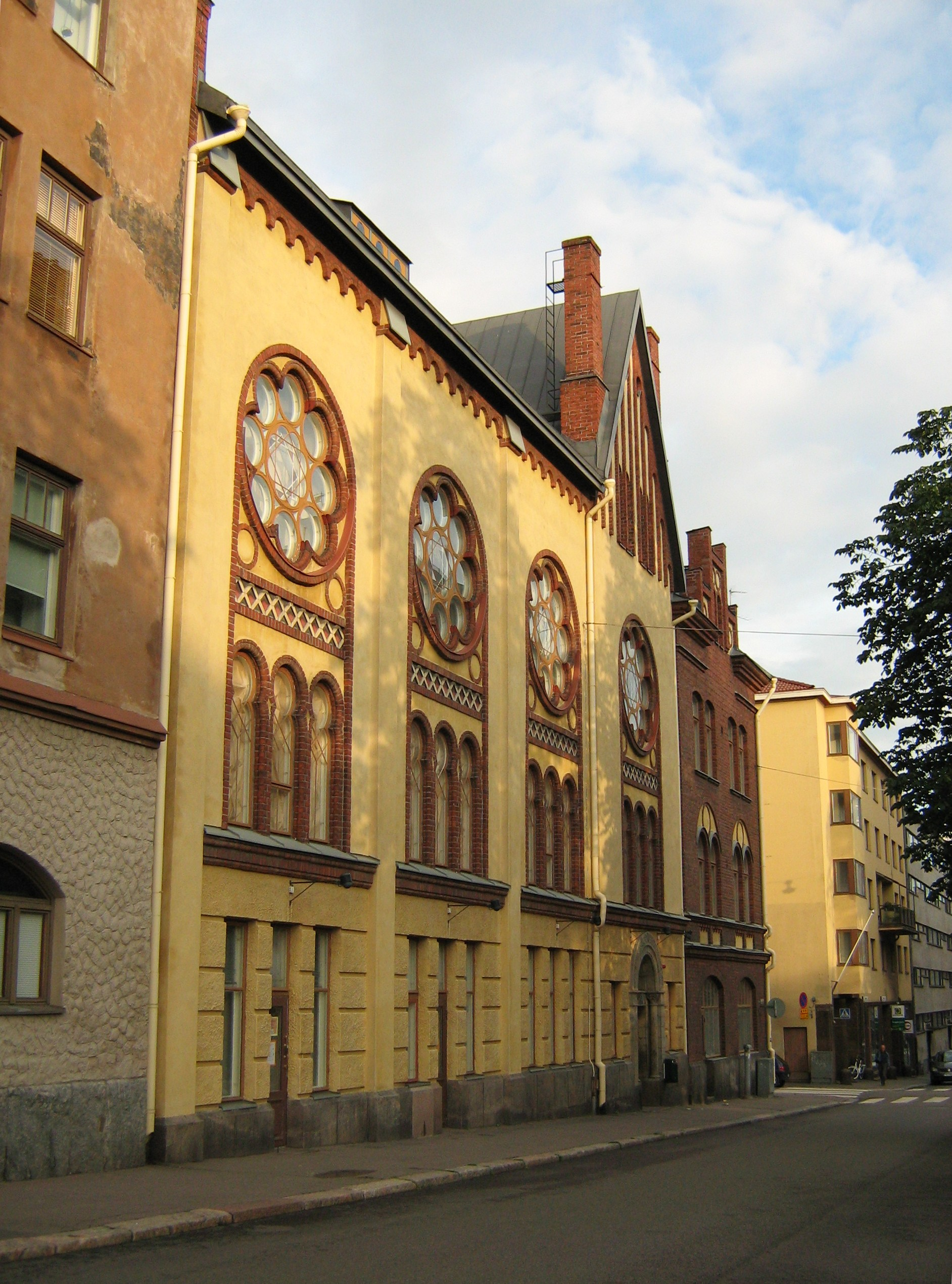
Invånarhuset Betania
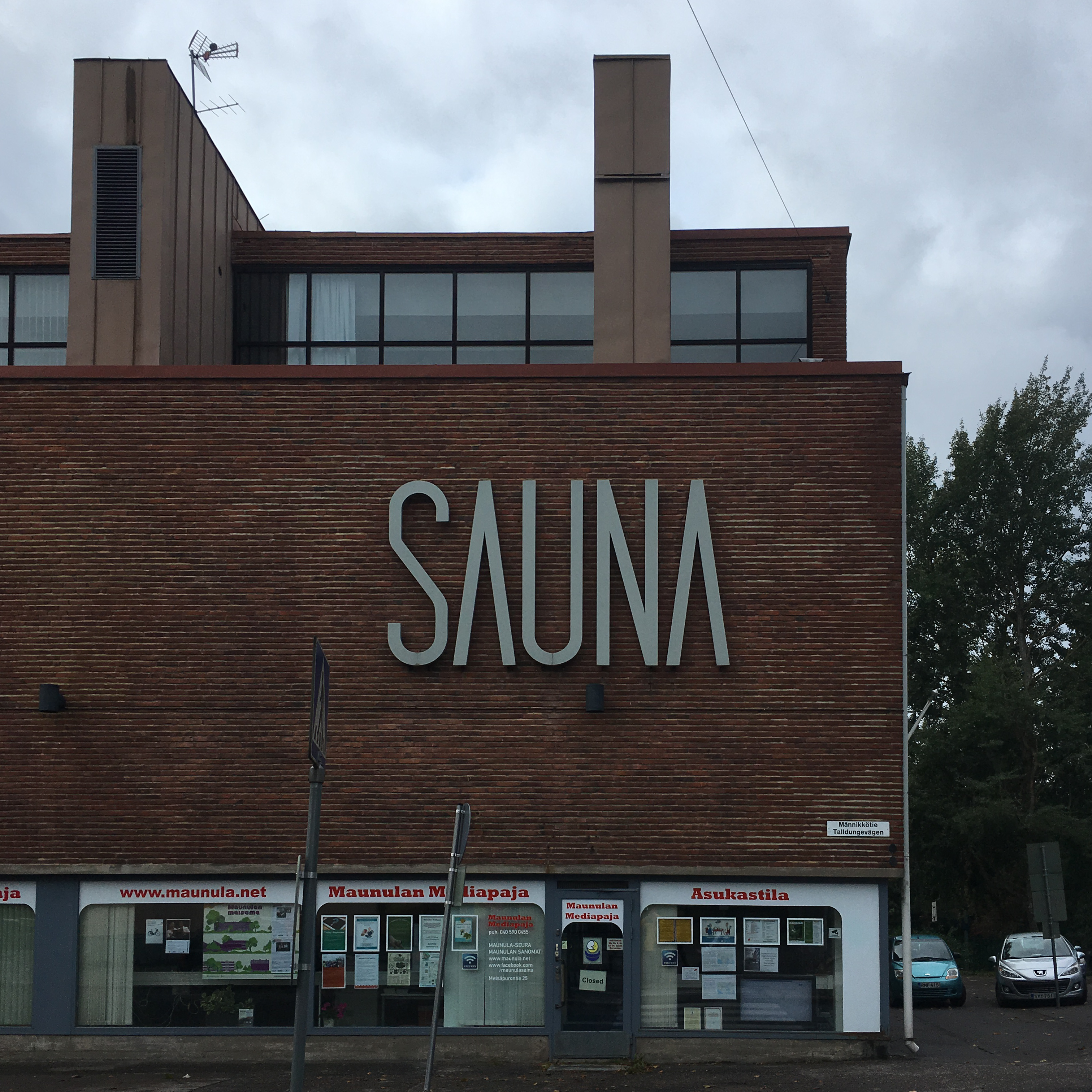
Invånarhuset Saunabaari